# Vuelta a Andalucía 2022
La Vuelta a Andalucía 2022, ufficialmente Vuelta a Andalucía Ruta del Sol, sessantottesima edizione della corsa e valevole come sesta prova dell'UCI ProSeries 2022 categoria 2.Pro, si è svolta in cinque tappe dal 16 al 20 febbraio 2022, su un percorso di 818,3 km, con partenza da Ubrique e arrivo a Chiclana de Segura, nella comunità autonoma dell'Andalucía in Spagna. La vittoria fu appannaggio dell'olandese Wout Poels, il quale completò il percorso in 20h51'27", alla media di 39,233 km/h, precedendo lo spagnolo Cristián Rodríguez e il colombiano Miguel Ángel López.
Sul traguardo di Chiclana de Segura 108 ciclisti, su 140 partiti da Ubrique, portarono a termine la competizione.

## Tappe
| Tappa  | Data        | Percorso                   | km    | Vincitore di tappa | Leader cl. generale |
| ------ | ----------- | -------------------------- | ----- | ------------------ | ------------------- |
| 1ª     | 16 febbraio | Ubrique > Iznájar          | 200,7 | Rune Herregodts    | Rune Herregodts     |
| 2ª     | 17 febbraio | Archidona > Alcalá la Real | 150,6 | Alessandro Covi    | Alessandro Covi     |
| 3ª     | 18 febbraio | Lucena > Villa de Otura    | 153,2 | Magnus Sheffield   | Alessandro Covi     |
| 4ª     | 19 febbraio | Cúllar Vega > Baza         | 167,4 | Wout Poels         | Wout Poels          |
| 5ª     | 20 febbraio | Huesa > Chiclana de Segura | 146,4 | Lennard Kämna      | Wout Poels          |
| Totale | Totale      | Totale                     | 818,3 |                    |                     |

## Squadre e corridori partecipanti
| N.      | Cod. | Squadra                     |
| ------- | ---- | --------------------------- |
| 1-7     | AST  | Astana Qazaqstan Team       |
| 11-17   | MOV  | Movistar Team               |
| 21-27   | IGD  | Ineos Grenadiers            |
| 31-37   | BEX  | Team BikeExchange-Jayco     |
| 41-46   | TBV  | Bahrain Victorious          |
| 51-56   | UAD  | UAE Team Emirates           |
| 61-67   | IPT  | Israel-Premier Tech         |
| 71-77   | QST  | Quick-Step Alpha Vinyl Team |
| 81-87   | LTS  | Lotto Soudal                |
| 91-97   | ACT  | AG2R Citroën Team           |
| 101-107 | IWG  | Intermarché-Wanty-Gobert    |

| N.      | Cod. | Squadra                  |
| ------- | ---- | ------------------------ |
| 111-117 | BOH  | Bora-Hansgrohe           |
| 121-127 | AFC  | Alpecin-Fenix            |
| 131-137 | CJR  | Caja Rural-Seguros RGA   |
| 141-146 | TEN  | TotalEnergies            |
| 151-157 | EUS  | Euskaltel-Euskadi        |
| 161-167 | SVB  | Sport Vlaanderen-Baloise |
| 171-177 | EKP  | Equipo Kern Pharma       |
| 181-186 | GAZ  | Gazprom-RusVelo          |
| 192-197 | BBH  | Burgos-BH                |
| 201-207 | EOK  | Eolo-Kometa Cycling Team |
| 211-216 | HPM  | Human Powered Health     |

## Dettagli delle tappe

### 1ª tappa
- 16 febbraio: Ubrique > Iznájar – 200,7 km

Risultati
| Pos. | Corridore       | Squadra     | Tempo    |
| ---- | --------------- | ----------- | -------- |
| 1    | Rune Herregodts | Sport Vlaa. | 5h16'44" |
| 2    | Stephen Bassett | Human       | a 2"     |
| 3    | Ander Okamika   | Burgos-BH   | s.t.     |

| Pos. | Corridore       | Squadra     | Tempo    |
| ---- | --------------- | ----------- | -------- |
| 1    | Rune Herregodts | Sport Vlaa. | 5h16'44" |
| 2    | Stephen Bassett | Human       | a 2"     |
| 3    | Ander Okamika   | Burgos-BH   | s.t.     |

### 2ª tappa
- 17 febbraio: Archidona > Alcalá la Real – 150,6 km

Risultati
| Pos. | Corridore          | Squadra  | Tempo    |
| ---- | ------------------ | -------- | -------- |
| 1    | Alessandro Covi    | UAE      | 3h57'46" |
| 2    | Miguel Ángel López | Astana   | a 2"     |
| 3    | Iván Sosa          | Movistar | a 4"     |

| Pos. | Corridore          | Squadra   | Tempo    |
| ---- | ------------------ | --------- | -------- |
| 1    | Alessandro Covi    | UAE       | 9h15'01" |
| 2    | Ander Okamika      | Burgos-BH | a 5"     |
| 3    | Miguel Ángel López | Astana    | a 8"     |

### 3ª tappa
- 18 febbraio: Lucena > Villa de Otura – 153,2 km

Risultati
| Pos. | Corridore        | Squadra | Tempo    |
| ---- | ---------------- | ------- | -------- |
| 1    | Magnus Sheffield | Ineos   | 3h54'37" |
| 2    | Simon Clarke     | Israel  | a 3"     |
| 3    | Stan Dewulf      | AG2R    | s.t.     |

| Pos. | Corridore          | Squadra | Tempo     |
| ---- | ------------------ | ------- | --------- |
| 1    | Alessandro Covi    | UAE     | 13h09'41" |
| 2    | Miguel Ángel López | Astana  | a 8"      |
| 3    | Simon Clarke       | Israel  | a 10"     |

### 4ª tappa
- 19 febbraio: Cúllar Vega > Baza – 167,4 km

Risultati
| Pos. | Corridore         | Squadra    | Tempo    |
| ---- | ----------------- | ---------- | -------- |
| 1    | Wout Poels        | Bahrain    | 3h56'52" |
| 2    | Aleksej Lucenko   | Astana     | s.t.     |
| 3    | Mauri Vansevenant | Quick-Step | s.t.     |

| Pos. | Corridore          | Squadra       | Tempo     |
| ---- | ------------------ | ------------- | --------- |
| 1    | Wout Poels         | Bahrain       | 17h06'49" |
| 2    | M.Á. López         | Astana        | a 10"     |
| 3    | Cristián Rodríguez | TotalEnergies | a 12"     |

### 5ª tappa
- 20 febbraio: Huesa > Chiclana de Segura – 146,4 km

Risultati
| Pos. | Corridore         | Squadra | Tempo    |
| ---- | ----------------- | ------- | -------- |
| 1    | Lennard Kämna     | Bora    | 3h43'05" |
| 2    | Lorenzo Fortunato | Eolo    | a 4"     |
| 3    | Alessandro Covi   | UAE     | a 10"    |

| Pos. | Corridore          | Squadra       | Tempo     |
| ---- | ------------------ | ------------- | --------- |
| 1    | Wout Poels         | Bahrain       | 20h51'27" |
| 2    | Cristián Rodríguez | TotalEnergies | a 14"     |
| 3    | M.Á. López         | Astana        | a 15"     |

## Evoluzione delle classifiche
| Tappa              | Vincitore          | Classifica generale Maglia gialla | Classifica a punti Maglia verde | Classifica scalatori Maglia a pois | Classifica traguardi volanti Maglia blu | Classifica a squadre     |
| ------------------ | ------------------ | --------------------------------- | ------------------------------- | ---------------------------------- | --------------------------------------- | ------------------------ |
| 1ª                 | Rune Herregodts    | Rune Herregodts                   | Rune Herregodts                 | Álvaro Cuadros                     | Stephen Bassett                         | Sport Vlaanderen-Baloise |
| 2ª                 | Alessandro Covi    | Alessandro Covi                   | Alessandro Covi                 | Jon Barrenetxea                    | Diego Sevilla                           | Astana Qazaqstan Team    |
| 3ª                 | Magnus Sheffield   | Alessandro Covi                   | Alessandro Covi                 | Jon Barrenetxea                    | Diego Sevilla                           | Astana Qazaqstan Team    |
| 4ª                 | Wout Poels         | Wout Poels                        | Alessandro Covi                 | Jon Barrenetxea                    | Damiano Caruso                          | Astana Qazaqstan Team    |
| 5ª                 | Lennard Kämna      | Wout Poels                        | Alessandro Covi                 | Jon Barrenetxea                    | Diego Sevilla                           | Astana Qazaqstan Team    |
| Classifiche finali | Classifiche finali | Wout Poels                        | Alessandro Covi                 | Jon Barrenetxea                    | Diego Sevilla                           | Astana Qazaqstan Team    |

Maglie indossate da altri ciclisti in caso di due o più maglie vinte
- Nella 2ª tappa Ander Okamika ha indossato la maglia verde al posto di Rune Herregodts.
- Nella 3ª tappa Rune Herregodts ha indossato la maglia verde al posto di Alessandro Covi.
- Nella 4ª tappa Simon Clarke ha indossato la maglia verde al posto di Alessandro Covi.

## Classifiche finali

### Classifica generale - Maglia gialla
| Pos. | Corridore          | Squadra       | Tempo     |
| ---- | ------------------ | ------------- | --------- |
| 1    | Wout Poels         | Bahrain       | 20h51'27" |
| 2    | Cristián Rodríguez | TotalEnergies | a 14"     |
| 3    | M.Á. López         | Astana        | a 15"     |
| 4    | Carlos Rodríguez   | Ineos         | a 19"     |
| 5    | Simon Yates        | BikeExchange  | a 20"     |
| 6    | Jack Haig          | Bahrain       | a 22"     |
| 7    | Ben O'Connor       | AG2R          | a 26"     |
| 8    | Mauri Vansevenant  | Quick-Step    | a 32"     |
| 9    | Aleksej Lucenko    | Astana        | a 34"     |
| 10   | Iván Sosa          | Movistar      | a 39"     |

### Classifica a punti - Maglia verde
| Pos. | Corridore         | Squadra    | Punti |
| ---- | ----------------- | ---------- | ----- |
| 1    | Alessandro Covi   | UAE        | 59    |
| 2    | Wout Poels        | Bahrain    | 41    |
| 3    | Magnus Sheffield  | Ineos      | 39    |
| 4    | M. Ángel López    | Astana     | 33    |
| 5    | Mauri Vansevenant | Quick-Step | 31    |

### Classifica scalatori - Maglia a pois
| Pos. | Corridore       | Squadra    | Punti |
| ---- | --------------- | ---------- | ----- |
| 1    | Jon Barrenetxea | Caja Rural | 30    |
| 2    | Álvaro Cuadros  | Caja Rural | 24    |
| 3    | Aleksej Lucenko | Astana     | 24    |
| 4    | Xabier Isasa    | Euskaltel  | 21    |
| 5    | Ben O'Connor    | AG2R       | 14    |

### Classifica traguardi volanti - Maglia blu
| Pos. | Corridore          | Squadra       | Punti |
| ---- | ------------------ | ------------- | ----- |
| 1    | Diego Sevilla      | Eolo          | 9     |
| 2    | Damiano Caruso     | Bahrain       | 6     |
| 3    | Cristián Rodríguez | TotalEnergies | 4     |
| 4    | Lindsay De Vylder  | Sport Vl.     | 4     |
| 5    | Emanuel Buchmann   | Bora          | 3     |

### Classifica a squadre
| Pos. | Squadra               | Tempo     |
| ---- | --------------------- | --------- |
| 1    | Astana Qazaqstan Team | 62h35'11" |
| 2    | Bahrain Victorious    | a 1'35"   |
| 3    | Ineos Grenadiers      | a 13'37"  |
| 4    | Movistar Team         | a 13'38"  |
| 5    | UAE Team Emirates     | a 22'16"  |